# Hamid Lefdjah
Hamid Lefdjah est un footballeur international algérien né le 16 décembre 1960 à Oran. Il évoluait au poste d'attaquant.

## Biographie
Hamid Lefdjah reçoit deux sélections en équipe d'Algérie entre 1983 et 1984. Il joue son premier match en équipe nationale le 11 septembre 1983, contre la Tunisie (défaite 2-3). Il joue son second et dernier match le 21 février 1984, contre l'Arabie saoudite (défaite 4-2).
Il participe avec la sélection algérienne aux Jeux méditerranéens de 1983.
En club, il évolue pendant onze saisons avec l'équipe de l'ASM Oran.